# يوليوس ويلسون
يوليوس ويلسون (بالإنجليزية: Julius Wilson)‏ هو لاعب كرة قدم أمريكية أمريكي، ولد في 17 أكتوبر 1983 في برادنتون في الولايات المتحدة.